# Arranque desde red
El arranque desde red es el proceso de arrancar un computador desde una red en vez de un disco local. Este método de carga puede ser usado por enrutadores, estaciones de trabajo sin disco y computado de las máquinas que no son especialmente máquinas tales como computadores públicos en las bibliotecas y las escuelas. El arranque desde red puede ser usado para centralizar la gerencia del almacenamiento en discos, que los partidarios dicen que puede resultar en costos reducidos de capital y mantenimiento. También puede ser usado en cluster de computadores, en el cual los nodos pueden no tener discos locales.
Los computadores personales de escritorio contemporáneos proporcionan una opción en sus firmware para arrancar desde la red, con frecuencia por medio del Preboot Execution Environment (PXE). Todos los sistemas modernos Mac también pueden arrancar desde sus firmwares (New World ROM) a un disco de red vía NetBoot. Computadores personales más viejos pueden utilizar un disquete o una memoria flash que contiene el software para arrancar desde la red, usando una tecnología tal como Etherboot.

## Proceso
El software inicial se carga desde un servidor en la red; para las redes del TCP/IP esto es generalmente hecho usando TFTP. El servidor del cual se carga el software inicial es generalmente encontrado por broadcasting o multicasting un Bootstrap Protocol o una solicitud DHCP. Típicamente, este software inicial no es una imagen completa del sistema operativo que se cargará, sino apenas parte de él - lo suficiente para que el sistema operativo inicie y después tome el control del proceso de arranque, y continúe el arranque sobre la red.

## Herencia
Antes de que el IP se convirtiera en solamente el protocolo de la Capa 3, el NetWare Core Protocol y el IBM RIPL eran ampliamente usados para el arranque desde la red. Sus implementaciones del cliente también cabían en una ROM más pequeña que la del PXE. Técnicamente, el arranque desde red puede ser implementado sobre cualquiera de los protocolos de transferencia de archivos o recursos compartidos (shared resource), por ejemplo, el NFS es preferido por variantes del BSD.

## Instalaciones desatendidas
El arranque desde red también es usado para las instalaciones desatendidas del sistema operativo. En este caso, un sistema operativo de ayuda cargado por red es usado como plataforma para ejecutar, conducido por un script, la instalación desatendida del sistema operativo previsto en la máquina receptora. Existen implementaciones para el Mac OS X, Windows, y Linux, como NetInstall, Windows Deployment Services y DRBL, respectivamente.